# DHB-Pokal der Frauen 1990/91
Der DHB-Pokal der Frauen 1990/91 war die 17. Austragung des Handballpokalwettbewerbs der Frauen. Im Finale, das aus Hin- und Rückspiel bestand, ging Bayer 04 Leverkusen, der sich gegen den Titelverteidiger TV Lützellinden durchsetzte, zum siebten Mal als Sieger hervor. Im Anschluss kam es aufgrund der deutschen Wiedervereinigung zur Ermittlung des ersten gesamtdeutschen Pokalsiegers. In zwei offiziellen Endspielen wurde der Titel zwischen dem Pokalsieger im Bereich des ehemaligen Deutscher Handballverbands und dem Sieger des DHB-Pokals 1990/91 ausgespielt. Hier setzte sich Bayer 04 Leverkusen gegen den TSC Berlin durch und qualifizierte sich für den Europapokal der Pokalsieger 1991/92, wo sie bis ins Halbfinale vordrangen.

## Modus
Es traten insgesamt 64 Mannschaften aus der Bundesliga, der 2. Bundesliga, der Regionalliga (3. Liga), der Oberliga (4. Liga) und dem Landesverband unterhalb der Oberliga im K.-o.-System gegeneinander an. In den ersten zwei Runden wurde das Teilnehmerfeld nach territorialen Gesichtspunkten in Gruppe Nord und Süd unterteilt. Danach ging es einheitlich weiter und es erfolgte die weitere Ausspielung in Achtel-, Viertel und Halbfinale sowie einem Finale, das aus Hin- und Rückspiel bestand.

## 1. Hauptrunde
Qualifiziert waren für die 1. Hauptrunde folgende 64 Mannschaften, die hier nach ihrer Ligazugehörigkeit während der Saison 1990/91 aufgelistet sind.
 Gespielt wurde am 27. Oktober 1990.
| Bundesliga | 2. Bundesliga | Regionalliga | Oberliga | Landesverband |
| - TV Lützellinden (TV) - TSV Bayer 04 Leverkusen - TSV Tempelhof-Mariendorf - VfL Neckargartach - Buxtehuder SV - TuS Eintracht Minden - VfL Oldenburg - TSV GutsMuths Berlin - 1. FC Nürnberg - PSV Grünweiß Frankfurt - TuS Walle Bremen - TV Mainzlar (TV) – Titelverteidiger | Staffel Nord - TuS Alstertal - Holstein Kiel - Hastedter TSV - SC Germania List - TSV Jarplund-Weding - TV Herrentrup - SV Süd Braunschweig - MSV Duisburg - Turnerbund Hamburg-Eilbeck - Brühler TV 1879 - TSV Nord Harrislee Staffel Süd - VfL Sindelfingen - TSV Rot-Weiß Auerbach - DJK SC SW Wiesbaden - SV Allensbach - SG Kleenheim - TSF Ludwigsfeld - DJK Würzburg - Reinickendorfer Füchse - VfB Gießen - ASC Spandau - TV Nußdorf | Nord - Hamburger TS von 1816 - MTV Herzhorn Berlin - Berliner TSV 1850 West - SG Dülken - Vorwärts Wettringen - Alemannia Aachen - DJK Unitas Haan Südwest - DJK St. Michael Marpingen - TSG Ober-Eschbach - TSG Oberursel - TG 1848 Osthofen Süd - TSV Germania Malsch - HG Regensburg - TSG Ketsch - Frisch Auf Göppingen - TV Echterdingen - HG Quelle Fürth - VfL Waiblingen | Oberliga Hamburg - FSV Harburg Oberliga Niedersachsen - Eintracht Hildesheim Oberliga Westfalen - Hasper SV | Niedersachsen - Eintracht Lüneburg - TSG Seckenhausen-Fahrenhorst Berlin - TuS Lichterfelde Berlin Westfalen - TV Blomberg Niederrhein - HSV Solingen-Gräfrath Hessen - GSV Eintracht Baunatal - VfL Kassel Baden - SG Leutershausen - ATB Heddesheim 1909 |

### Gruppe Nord
| Datum          | Heimmannschaft                  | Ergebnis    | Gastmannschaft           |
| -------------- | ------------------------------- | ----------- | ------------------------ |
| Sa, 27.10.1990 | Eintracht Lüneburg              | 12:13 n. V. | MTV Herzhorn             |
| Sa, 27.10.1990 | FSV Harburg                     | 10:32       | TuS Walle Bremen         |
| Sa, 27.10.1990 | Turnerbund Hamburg-Eilbeck      | 18:19       | TSV Jarplund-Weding      |
| Sa, 27.10.1990 | TSG Seckenhausen-Fahrenhorst    | 18:17       | TSV Nord Harrislee       |
| Sa, 27.10.1990 | Buxtehuder SV                   | 27:17       | VfL Oldenburg            |
| Sa, 27.10.1990 | Hamburger Turnerschaft von 1816 | 18:17       | Holstein Kiel            |
| Sa, 27.10.1990 | Hastedter TSV                   | 22:18       | TuS Alstertal            |
| Sa, 27.10.1990 | DJK Unitas Haan                 | 16:43       | TSV Bayer 04 Leverkusen  |
| Sa, 27.10.1990 | Hasper SV                       | 16:17       | SG Dülken                |
| Sa, 27.10.1990 | Brühler TV 1879                 | 18:28       | TSV Tempelhof-Mariendorf |
| Sa, 27.10.1990 | HSV Solingen-Gräfrath           | 16:20       | MSV Duisburg             |
| Sa, 27.10.1990 | Alemannia Aachen                | 17:16 n. V. | Berliner TSV 1850        |
| Sa, 27.10.1990 | Vorwärts Wettringen             | 16:17       | SC Germania List         |
| Sa, 27.10.1990 | ASC Spandau                     | 11:19       | TuS Eintracht Minden     |
| Sa, 27.10.1990 | SV Süd Braunschweig             | 23:18       | TV Herrentrup            |
| Sa, 27.10.1990 | Eintracht Hildesheim            | 20:21       | TV Blomberg              |

### Gruppe Süd
| Datum          | Heimmannschaft            | Ergebnis    | Gastmannschaft                |
| -------------- | ------------------------- | ----------- | ----------------------------- |
| Sa, 27.10.1990 | TG 1848 Osthofen          | 14:15       | Reinickendorfer Füchse        |
| Sa, 27.10.1990 | TSG Ober-Eschbach         | 19:24       | DJK SC Schwarz-Weiß Wiesbaden |
| Sa, 27.10.1990 | TSG Oberursel             | 12:30       | TV Mainzlar                   |
| Sa, 27.10.1990 | TSV Rot-Weiß Auerbach     | 29:11       | TuS Lichterfelde Berlin       |
| Sa, 27.10.1990 | GSV Eintracht Baunatal    | 10:25       | TSV GutsMuths Berlin          |
| Sa, 27.10.1990 | VfL Kassel                | 18:19       | VfB Gießen                    |
| Sa, 27.10.1990 | SG Leutershausen          | 19:25       | PSV Grünweiß Frankfurt        |
| Sa, 27.10.1990 | SG Kleenheim              | 14:27       | TV Lützellinden               |
| Sa, 27.10.1990 | TV Nußdorf                | 17:22       | DJK Würzburg                  |
| Sa, 27.10.1990 | DJK St. Michael Marpingen | 10:35       | VfL Neckargartach             |
| Sa, 27.10.1990 | VfL Waiblingen            | 14:17       | TV 1892 Echterdingen          |
| Sa, 27.10.1990 | ATB Heddesheim 1909       | 16:11       | HG Quelle Fürth               |
| Sa, 27.10.1990 | Frisch Auf Göppingen      | 22:18 n. V. | TSV Germania Malsch           |
| Sa, 27.10.1990 | TSG Ketsch                | 18:19 n. V. | 1. FC Nürnberg                |
| Sa, 27.10.1990 | SV Allensbach             | 18:19 n. V. | VfL Sindelfingen              |
| Sa, 27.10.1990 | TSF Ludwigsfeld           | 17:12       | HG Regensburg                 |

## 2. Hauptrunde
Qualifiziert waren für die 2. Hauptrunde folgende 32 Mannschaften, die hier nach ihrer Ligazugehörigkeit während der Saison 1990/91 aufgelistet sind.
 Gespielt wurde vom 15. Dezember 1990 bis 15. Januar 1991.
| Bundesliga | 2. Bundesliga | Regionalliga | Landesverband                                                                                    |
| - TV Lützellinden (TV) - TSV Bayer 04 Leverkusen - TSV Tempelhof-Mariendorf - VfL Neckargartach - Buxtehuder SV - TuS Eintracht Minden - TSV GutsMuths Berlin - 1. FC Nürnberg - PSV Grünweiß Frankfurt - TuS Walle Bremen - TV Mainzlar (TV) – Titelverteidiger | Staffel Nord - Hastedter TSV - SC Germania List - TSV Jarplund-Weding - SV Süd Braunschweig - MSV Duisburg Staffel Süd - VfL Sindelfingen - TSV Rot-Weiß Auerbach - DJK SC SW Wiesbaden - TSF Ludwigsfeld - DJK Würzburg - Reinickendorfer Füchse - VfB Gießen | Nord - Hamburger TS von 1816 - MTV Herzhorn West - SG Dülken - Alemannia Aachen Süd - Frisch Auf Göppingen - TV Echterdingen | Niedersachsen - TSG Seckenhausen-Fahrenhorst Westfalen - TV Blomberg Baden - ATB Heddesheim 1909 |

### Gruppe Nord
| Datum          | Heimmannschaft                  | Ergebnis | Gastmannschaft           |
| -------------- | ------------------------------- | -------- | ------------------------ |
| Sa, 15.12.1990 | SG Dülken                       | 20:26    | TuS Eintracht Minden     |
| Sa, 15.12.1990 | TSV Jarplund-Weding             | 12:29    | Buxtehuder SV            |
| Sa, 15.12.1990 | MTV Herzhorn                    | 08:15    | MSV Duisburg             |
| Sa, 15.12.1990 | TV Blomberg                     | 17:21    | Hastedter TSV            |
| Sa, 15.12.1990 | Hamburger Turnerschaft von 1816 | 19:34    | TuS Walle Bremen         |
| Sa, 15.12.1990 | SV Süd Braunschweig             | 14:36    | TSV Bayer 04 Leverkusen  |
| Sa, 15.12.1990 | TSG Seckenhausen-Fahrenhorst    | 10:18    | SC Germania List         |
| So, 06.01.1991 | Alemannia Aachen                | 10:31    | TSV Tempelhof-Mariendorf |

### Gruppe Süd
| Datum          | Heimmannschaft                | Ergebnis    | Gastmannschaft         |
| -------------- | ----------------------------- | ----------- | ---------------------- |
| Sa, 15.12.1990 | ATB Heddesheim 1909           | 13:25       | TSV GutsMuths Berlin   |
| Sa, 15.12.1990 | VfB Gießen                    | 25:33       | PSV Grünweiß Frankfurt |
| Sa, 15.12.1990 | Frisch Auf Göppingen          | 16:14       | TSF Ludwigsfeld        |
| Sa, 15.12.1990 | 1. FC Nürnberg                | 09:26       | TV Lützellinden        |
| Sa, 15.12.1990 | TV 1892 Echterdingen          | 10:27       | TV Mainzlar            |
| Sa, 15.12.1990 | Reinickendorfer Füchse        | 11:14       | DJK Würzburg           |
| Sa, 15.12.1990 | DJK SC Schwarz-Weiß Wiesbaden | 28:27 n. V. | VfL Neckargartach      |
| Di, 15.01.1991 | TSV Rot-Weiß Auerbach         | 18:21       | VfL Sindelfingen       |

## Achtelfinale
Qualifiziert waren für das Achtelfinale folgende 16 Mannschaften, die hier nach ihrer Ligazugehörigkeit während der Saison 1990/91 aufgelistet sind.
 Gespielt wurde am 6. April 1991.
| Bundesliga | 2. Bundesliga | Regionalliga               |
| - TV Lützellinden (TV) - TSV Bayer 04 Leverkusen - TSV Tempelhof-Mariendorf - Buxtehuder SV - TuS Eintracht Minden - TSV GutsMuths Berlin - PSV Grünweiß Frankfurt - TuS Walle Bremen - TV Mainzlar (TV) – Titelverteidiger | Staffel Nord - Hastedter TSV - SC Germania List - MSV Duisburg Staffel Süd - VfL Sindelfingen - DJK SC SW Wiesbaden - DJK Würzburg | Süd - Frisch Auf Göppingen |

| Datum          | Heimmannschaft                | Ergebnis | Gastmannschaft           |
| -------------- | ----------------------------- | -------- | ------------------------ |
| Sa, 06.04.1991 | Frisch Auf Göppingen          | 15:18    | TuS Eintracht Minden     |
| Sa, 06.04.1991 | Buxtehuder SV                 | 16:12    | TSV GutsMuths Berlin     |
| Sa, 06.04.1991 | TuS Walle Bremen              | 23:26    | TV Lützellinden          |
| Sa, 06.04.1991 | MSV Duisburg                  | 25:27    | DJK Würzburg             |
| Sa, 06.04.1991 | Hastedter TSV                 | 17:20    | TSV Tempelhof-Mariendorf |
| Sa, 06.04.1991 | TV Mainzlar                   | 23:19    | VfL Sindelfingen         |
| Sa, 06.04.1991 | DJK SC Schwarz-Weiß Wiesbaden | 14:24    | TSV Bayer 04 Leverkusen  |
| Sa, 06.04.1991 | SC Germania List              | 22:21    | PSV Grünweiß Frankfurt   |

## Viertelfinale
Qualifiziert waren für das Viertelfinale folgende acht Mannschaften, die hier nach ihrer Ligazugehörigkeit während der Saison 1990/91 aufgelistet sind.
 Gespielt wurde vom 9. bis 16. Mai 1991.
| Bundesliga | 2. Bundesliga                                              |
| - TV Lützellinden (TV) - TSV Bayer 04 Leverkusen - TSV Tempelhof-Mariendorf - Buxtehuder SV - TuS Eintracht Minden - TV Mainzlar (TV) – Titelverteidiger | Staffel Nord - SC Germania List Staffel Süd - DJK Würzburg |

| Datum          | Heimmannschaft          | Ergebnis | Gastmannschaft           |
| -------------- | ----------------------- | -------- | ------------------------ |
| Do, 09.05.1991 | TuS Eintracht Minden    | 25:21    | TV Mainzlar              |
| So, 12.05.1991 | DJK Würzburg            | 16:23    | TSV Tempelhof-Mariendorf |
| Do, 16.05.1991 | TSV Bayer 04 Leverkusen | 32:18    | Buxtehuder SV            |
| Do, 16.05.1991 | SC Germania List        | 13:23    | TV Lützellinden          |

## Halbfinale
Qualifiziert waren für das Halbfinale folgende vier Mannschaften, die hier nach ihrer Ligazugehörigkeit während der Saison 1990/91 aufgelistet sind.
 Gespielt wurde am 20. Mai 1991.
| Bundesliga |
| - TV Lützellinden (TV) - TSV Bayer 04 Leverkusen - TSV Tempelhof-Mariendorf - TuS Eintracht Minden (TV) – Titelverteidiger |

| Datum          | Heimmannschaft           | Ergebnis | Gastmannschaft          |
| -------------- | ------------------------ | -------- | ----------------------- |
| Mo, 20.05.1991 | TV Lützellinden          | 24:14    | TuS Eintracht Minden    |
| Mo, 20.05.1991 | TSV Tempelhof-Mariendorf | 21:23    | TSV Bayer 04 Leverkusen |

## Finale DHB-Pokal
Das Finale um den DHB-Pokal, das aus Hin- und Rückspiel bestand, wurde am 26. Mai und 1. Juni 1991 zwischen TSV Bayer 04 Leverkusen und dem Titelverteidiger TV Lützellinden ausgetragen. Den Pokal sicherte sich zum siebten Mal die Mannschaft vom Bayer 04 Leverkusen, die im Finale TV Lützellinden mit 50:47 (Hinspiel 28:25, Rückspiel 22:22) besiegte.
| Datum                   |                         | Gesamt |                 | Hinspiel      | Rückspiel    |
| ----------------------- | ----------------------- | ------ | --------------- | ------------- | ------------ |
| So 26. Mai / Sa 1. Juni | TSV Bayer 04 Leverkusen | 50:47  | TV Lützellinden | 28:25 (16:13) | 22:22 (11:9) |

## Finale gesamtdeutscher Pokalsieger
Der TSV Bayer 04 Leverkusen setzte sich nach zwei Spielen gegen den TSC Berlin (letzter Pokalsieger im Bereich des ehemaligen DHV) durch und wurde erster gesamtdeutscher Pokalsieger. Damit qualifizierte sich Leverkusen für den Europapokal der Pokalsieger.
| Datum                     |                         | Gesamt |            | Hinspiel      | Rückspiel     |
| ------------------------- | ----------------------- | ------ | ---------- | ------------- | ------------- |
| So 16. Juni / So 23. Juni | TSV Bayer 04 Leverkusen | 45:42  | TSC Berlin | 24:18 (12:10) | 21:24 (11:12) |